# In Love and Death
In Love and Death är rockbandet The Useds andra album. Det släpptes den 28 september 2004. Titeln till skivan kommer från sångaren, Berts, kärleksförklaring till sin flickvän, Kate som 2004 dog av en överdos och som dessutom var gravid med parets första barn.

## Spår
1. Take It Away – 3:37
2. I Caught Fire – 3:24
3. Let It Bleed – 3:10
4. All That I've Got – 3:58
5. Cut Up Angels – 3:47
6. Listening – 2:46
7. Yesterday Feelings – 2:48
8. Light With A Sharpened Edge – 3:30
9. Sound Effects & Overdramatics – 3:28
10. Hard To Say – 3:30
11. Lunacy Fringe – 3:40
12. I'm A Fake – 4:06
13. Back Of Your Mouth [bonusspår] - 3:19
14. Under Pressure (feat. My Chemical Romance) - 3:31

## Singlar
- Take It Away - 2004
- All That I've Got - 2004
- I Caught Fire - 2005
- Under Pressure - 2005